# Хлучин
Хлучин (на чешки: Hlučín; на полски: Hulczyn; на немски: Hultschin, Хултчин) е град в Моравско-силезския край на Чехия, на 10 km от Острава. Център на бившата Хлучинска област, която е част от Германия до 1920 г.
Първото писмено споменаване на Хлучин датира от 1303 г. През 1742 г. преминава от Хабсбургска Австрия към Прусия, по силата на договора след Първата силезийска война. До 1920 г. влиза в състава на пруската провинция Силезия, после е част от новата държава Чехословакия. След Мюнхенското споразумение от 1938 г. отново е присъединен към Германия, а през 1945 г. – върнат на Чехословакия.
Населението на града към началото на 2014 г. е 14 042 жители.